# Klaus Arnold (Historiker)

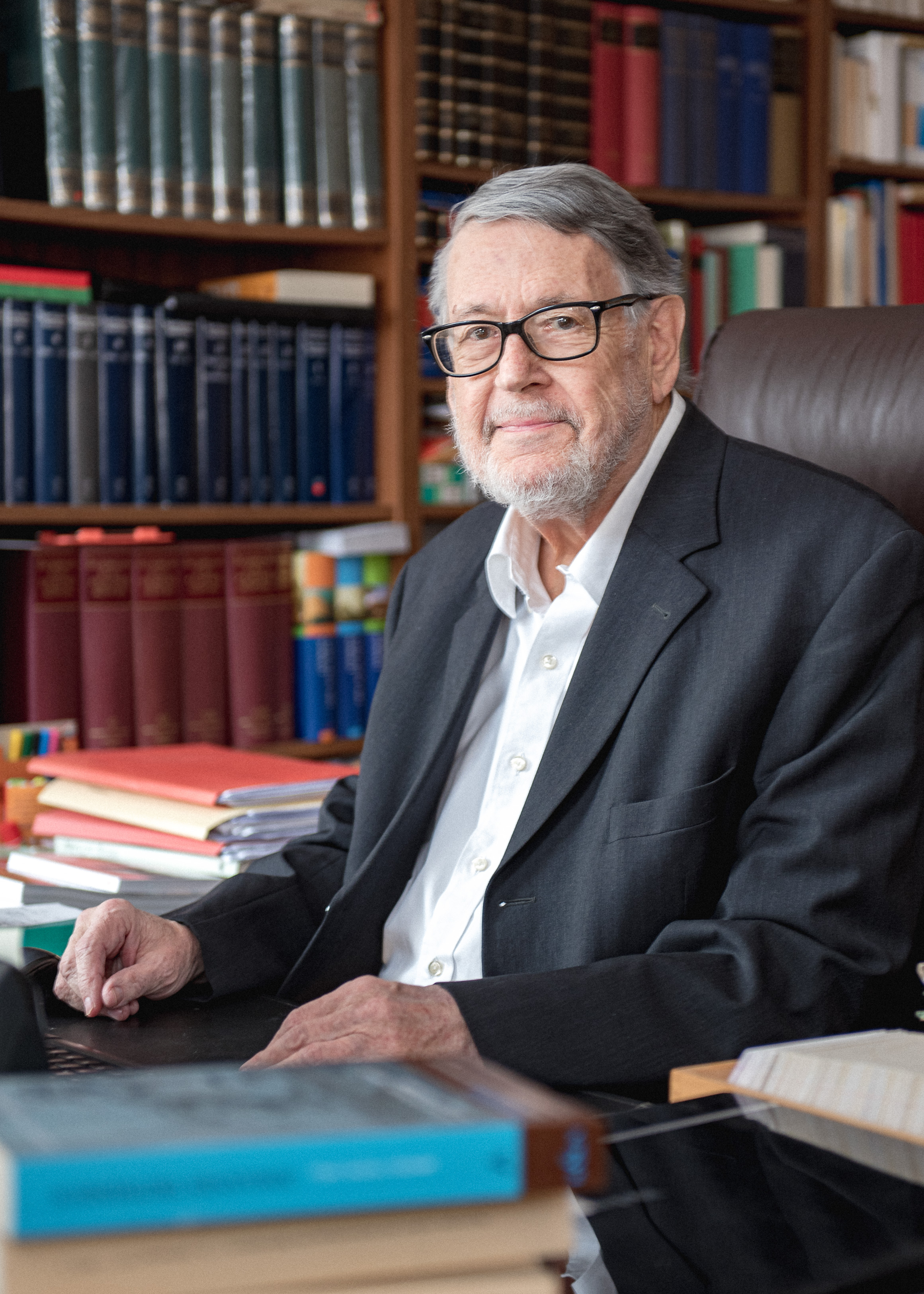
Klaus Arnold (2021)

Klaus Arnold (* 27. Juni 1942 in Leuna; † 25. August 2023) war ein deutscher Historiker für mittelalterliche Geschichte.

## Leben
An der Universität Würzburg absolvierte Klaus Arnold das Studium der mittelalterlichen Geschichte, der Kunstgeschichte und der Historischen Hilfswissenschaften. In Würzburg promovierte er bei Otto Meyer 1971 mit einer Dissertation zu Johannes Trithemius. Danach arbeitete er als wissenschaftlicher Assistent und als Privatdozent an der Universität Würzburg. Anschließend vertrat er die Professur für Historische Hilfswissenschaften an der Universität Bamberg (1980–1981), danach war er Professor für Mittlere und Neuere Geschichte mit dem Schwerpunkt Mittelalterliche Sozialgeschichte Westeuropas an der Universität Hamburg (1982–1992). Von 1992 an bis zu seiner Emeritierung im Jahr 2007 hatte er den Lehrstuhl für mittelalterliche Geschichte an der Helmut-Schmidt-Universität/Universität der Bundeswehr Hamburg inne.
Der Schwerpunkt seiner Forschungsarbeit lag bei der Geschichte des deutschen Renaissance-Humanismus, der Bauernaufstände des Spätmittelalters, der Regionalgeschichte Frankens, der Geschichte von Krieg und Frieden sowie der Sozialgeschichte des Mittelalters und der Frühen Neuzeit. Als Mitherausgeber betreute er die Beiträge zur Deutschen und Europäischen Geschichte. 1981 wurde ihm der Preis der Unterfränkischen Gedenkjahrstiftung und 2007 der Kulturpreis der Stadt Kitzingen verliehen.

## Schriften (Auswahl)
Monographien
- Johannes Trithemius (1462–1516) (= Quellen und Forschungen zur Geschichte des Bistums und Hochstifts Würzburg. Bd. 23). Schöningh, Würzburg 1971, ISBN 3-87717-023-4 (Zugleich: Philosophische Dissertation, Würzburg 1970); 2., bibliographisch und überlieferungsgeschichtlich neu bearbeitete Auflage. Würzburg 1991.
- Kind und Gesellschaft in Mittelalter und Renaissance. Beiträge und Texte zur Geschichte der Kindheit (= Sammlung Zebra. Reihe B: Bücher für die Ausbildung und Weiterbildung der Erzieher. Bd. 2). Schöningh u. a., Paderborn 1980, ISBN 3-506-13152-4.
- Niklashausen 1476. Quellen und Untersuchungen zur sozialreligiösen Bewegung des Hans Behem und zur Agrarstruktur eines spätmittelalterlichen Dorfes (= Saecvla Spiritalia. Bd. 3). Koerner, Baden-Baden 1980, ISBN 3-87320-403-7 (Zugleich: Würzburg, Univ., Habil.-Schr., 1977/78).
- Das Mittelalter. Quellen zur deutschen und europäischen Geschichte vom 8.–15. Jahrhundert (= Zeiten und Menschen. Ausgabe Q). Schöningh u. a., Paderborn u. a. 1991, ISBN 3-506-34735-7.
- Mittelalterliche Volksbewegungen für den Frieden (= Beiträge zur Friedensethik. Bd. 23). Kohlhammer, Stuttgart u. a. 1996, ISBN 3-17-014142-2.
- 1250 Jahre Kitzingen. Aus dem Schatten des Klosters zur Stadt am Main (= Schriften des Stadtarchivs Kitzingen. Bd. 5). Högner, Kitzingen 1996, ISBN 3-921327-26-1.

Herausgeberschaften
- Johannes Trithemius: De laude scriptorum. = Zum Lobe der Schreiber (= Mainfränkische Hefte. H. 60, ZDB-ID 500809-8). Eingeleitet, herausgegeben und übersetzt von Klaus Arnold. Freunde Mainfränkischer Kunst und Geschichte e. V., Würzburg 1973 (Text lateinisch und deutsch).
- mit Wolf D. Gruner und Kersten Krüger: Beiträge zur Deutschen und Europäischen Geschichte. BDEG. Bd. 1 ff., 1989 ff., ZDB-ID 1413756-2.
- Politik, Gesellschaft, Wirtschaft von 800 bis 1776 (= Zeiten und Menschen. Ausgabe K: Geschichte für Kollegstufe und Grundstudium. Bd. 2). Neubearbeitung. Schöningh u. a., Paderborn u. a. 1990, ISBN 3-506-34714-4 (als Autor: S. 1–245).
- mit Sabine Schmolinsky und Urs Martin Zahnd: Das dargestellte Ich. Studien zu Selbstzeugnissen des späteren Mittelalters und der frühen Neuzeit (= Selbstzeugnisse des Mittelalters und der beginnenden Neuzeit. Bd. 1). Winkler, Bochum 1999, ISBN 3-930083-08-6.
- Pirckheimer-Jahrbuch für Renaissance- und Humanismusforschung. Im Auftrag des Vorstandes der Willibald Pirckheimer-Gesellschaft herausgegeben. Bd. 17 ff., 2002 ff., ISSN 1434-8578.
- In Liebe und Zorn. Briefe aus dem Mittelalter. Ausgewählt, übertragen und eingeleitet von Klaus Arnold. Thorbecke, Ostfildern 2003, ISBN 3-7995-0113-4.
- mit Franz Fuchs: Johannes Trithemius (1462–1516). Abt und Büchersammler, Humanist und Geschichtsschreiber (= Publikationen aus dem Kolleg „Mittelalter und Frühe Neuzeit“, Bd. 4), Würzburg 2019, ISBN 978-3-8260-6904-8.